# Selva costera oriental africana

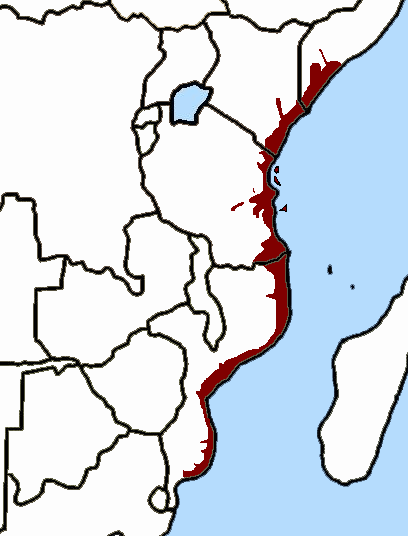
Mapa de las selvas de la costa oriental de África.

La selva costera oriental africana es una biorregión de selva subtropical mosaico incluida por el WWF en su lista global 200 con el nombre de Coastal Forests of Eastern Africa (bosques costeros del África oriental). Es uno de los puntos de gran biodiversidad de África y consiste en una larga y estrecha franja a lo largo de la costa del océano Índico desde el sur de Somalia, pasando por el África Oriental (Kenia, Tanzania) y llegando hasta la desembocadura del río Limpopo al sur de Mozambique.
Se considera una selva mosaico ya que su vegetación está conformada por bosques de subhúmedos a secos matizados con sabanas, matorrales y humedales. La región incluye las islas cercanas a la costa. En Kenia los ecosistemas se han transformado en campos de cultivo principalmente y en Tanzania y Mozambique en sabana boscosa, matorral y zonas de cría.

## Ecorregiones
Esta biorregión está relacionada con las siguientes ecorregiones:
- Selva mosaico costera de Inhambane
- Selva mosaico costera de Zanzíbar
- Selva mosaico costera de Maputaland
- Selva mosaico costera de KwaZulu y El Cabo